# ممر أغوا نيغرا
ممر أغوا نيغرا هو ممر يقع في جبال الأنديز يبربط بين الأرجنتين وتشيلي.

## مشروع النفق
لتحسين التجارة بين تشيلي والأرجنتين، تم التخطيط لإنشاء ثلاثة أنفاق بطول 14 كيلومترًا (اثنان للمركبات وواحد للتهوية)أسفل الممر،مما سيسمح بحركة المرور على مدار العام.(الممر مغلق معظم فصل الشتاء).